# Perunika Glacier
Perunika Glacier är en glaciär i Antarktis. Den ligger i Sydshetlandsöarna. Argentina, Chile och Storbritannien gör anspråk på området. Perunika Glacier ligger 276 meter över havet.
Terrängen runt Perunika Glacier är varierad. En vik av havet är nära Perunika Glacier åt sydväst. Trakten är glest befolkad. Närmaste befolkade plats är St. Kliment Ohridski Base, 3,6 kilometer sydväst om Perunika Glacier. 